# Ruch peryhelium

Ruch peryhelium orbitującego ciała. Na niebiesko oznaczono przemieszczające się peryhelium

Chwilowa eliptyczna orbita w porównaniu z orbitą początkową

Ruch peryhelium (ruch peryhelionowy; ogólniej ruch perycentrum) – efekt zmiany położenia peryhelium ciała orbitującego wokół Słońca.
Ruch peryhelium wywołują różne czynniki z których głównymi są:
- oddziaływania innych ciał niebieskich,
- efekt związany z mechaniką relatywistyczną,
- efekty pływowe.

## Efekt relatywistyczny
Efekt ten występuje w każdym sferycznie symetrycznym polu grawitacyjnym, czyli dotyczy m.in. również innych gwiazd. Jest on spowodowany specyfiką pola Schwarzschilda, w którym istotne są efekty związane z ogólną teorią względności.
Przy jednym obrocie ciała położenie jego peryhelium zmienia się o kąt
{\displaystyle \Delta \alpha =6\pi \left({\frac {GMm}{cL}}\right)^{2},\qquad (1)}
gdzie:
{\displaystyle G} – stała grawitacyjna,
{\displaystyle M} – masa gwiazdy (Słońca),
{\displaystyle m} – masa orbitującego ciała,
{\displaystyle c} – prędkość światła w próżni,
{\displaystyle L} – moment pędu orbitującego ciała.
Wzór ten został wyprowadzony przez Schwarzschilda. Jest on prawdziwy przy założeniu, że masa orbitującego ciała jest zaniedbywalnie mała w porównaniu z masą gwiazdy. W przypadku orbity zbliżonej do kołowej wzór ten można zapisać w postaci
{\displaystyle \Delta \alpha ={\frac {6\pi GM}{rc^{2}}}.}
Z tego wzoru widać, że efekt zmiany położenia peryhelium jest tym słabszy im większy jest promień orbity. Dlatego w Układzie Słonecznym najwyraźniej występuje w przypadku planety o najciaśniejszej orbicie – Merkurego.

## Skala obu efektów
W przypadku różnych ciał niebieskich wkład obu efektów do końcowego przesunięcia peryhelium może być różny. Wpływ innych ciał niebieskich zależy od obecności, odległości i układu orbit tych ciał, dlatego nie da się zapisać jednym wzorem. Dla Merkurego relacje kątów przesunięcia przypadające na 100 lat przedstawiają się następująco:
0,148° – obliczone z zaburzenia orbity przez inne planety,
0,012° – obliczone ze wzoru (1).
Dla porównania, relatywistyczne przesunięcie peryhelium dla innych planet wynosi
0,0024° – Wenus,
0,0011° – Ziemia,
0,00002° – Jowisz
a dla dalszych planet jeszcze mniej. Znane są natomiast inne przykłady, np. ciasnego układu podwójnego PSR B1913+16, w którym ruch perycentrum odbywa się w tempie 420° na stulecie.

## Znaczenie efektu relatywistycznego
Ogólna teoria względności przez pewien czas pozostawała konstrukcją czysto teoretyczną, w przeciwieństwie do szczególnej, która narodziła się dzięki nagromadzonym faktom doświadczalnym i wnioskom płynącym z elektrodynamiki. Eksperymentalne potwierdzenie teorii było trudne z powodu bardzo subtelnych efektów występujących w warunkach normalnej grawitacji. Dlatego anomalny ruch peryhelium Merkurego, wyjaśniony przez Schwarzschilda był pierwszym doświadczalnym potwierdzeniem tej teorii.

## Literatura dodatkowa
- Marek Demiański, Astrofizyka relatywistyczna, Biblioteka Fizyki, Państwowe Wydawnictwo Naukowe, Warszawa 1978, bez ISBN.
- Adam Strzałkowski, O siłach rządzących światem, Warszawa: Wydawnictwo Naukowe PWN, 1996, ISBN 83-01-12033-9, OCLC 749687174. Brak numerów stron w książce